# 외투 (소설)
《외투》(러시아어: Шине́ль 시넬[*])는 니콜라이 고골이 1842년 발표한 단편 소설이다. 관료주의와 권위주의의 병폐를 날카롭게 비판한 작품으로 러시아 문학사에서 가장 중요한 작품 중 하나로 평가 받고 있으며 현재까지 다양한 시각에서 연구되고 있다.
표도르 도스토옙스키는 "우린 모두 고골의 《외투》에서 나왔다"라고 극찬했다.

## 집필 배경
Доказательством моей бережливости служит то, что я еще до сих пор хожу в том самом платье, которое я сделал по приезде своем в Петербург из дому, и потому вы можете судить, что фрак мой, в котором я хожу повседневно, должен быть довольно ветх и истерся также не мало, между тем как до сих пор я не в состоянии был сделать нового, не только фрака, но даже теплого плаща, необходимого для зимы. Хорошо еще, я немного привык к морозу и отхватал всю зиму в летней шинели.
제가 검소하다는 증거로는 집에서부터 페테르부르크까지 갔을 때 맞춘 옷을 아직도 입고 있다는 겁니다. 그러니 제가 매일 입는 연미복이 아주 많이 낡았다는 걸 아시겠죠. 하지만 저는 지금까지 연미복은커녕 겨울에 쓸 따뜻한 외투도 맞추지 못했습니다. 다행인 것은 추위에 익숙해져서 여름 외투만 입고도 겨울을 보냈다는 거죠.1830년 고골이 어머니에게 보낸 편지의 일부

1830년 4월 2일 고골이 그의 어머니에게 자신의 가난한 형편을 토로하고 금전적인 지원을 요청하는 편지에서는 겨울용 외투를 구입할 돈이 없어 여름용 외투로 겨울을 보냈다는 내용이 등장한다.
이후 고골은 친지로부터 어떤 하급 관리가 십시일반으로 돈을 모아 산 고급 사냥총을 잃어버리고 크게 절망했다는 이야기를 들었고, 러시아의 문학 비평가 파벨 안넨코프는 이 이야기가 고골이 《외투》를 창작하게 된 계기로 추정한다.
이후 고골은 1839년 오스트리아 마린바트에서 본 작품을 구상했으며 1841년 이탈리아 로마에서 집필을 완료했다. 이후 작품은 1842년 《페테르부르크 이야기》에 수록되었다.

## 줄거리
3월 23일 밤, 한 아기의 어머니는 그에게 이름을 지어 주기 위해 달력에서 적당한 이름을 찾으려 하나 실패하고, 그의 아버지의 이름을 따 아기에게 "아카키 아카키예비치"라는 이름을 붙여준다. 이후 세례를 받자, 아카키 아카키예비치는 울음을 터트린다.
이후, 아카키 아카키예비치는 러시아 제국의 수도인 상트페테르부르크에서 서류를 베껴 쓰는 정서 일을 담당하는 9등관으로 근무하게 된다. 400루블이라는 적은 연봉과 직장 동료들의 무시와 괴롭힘에도 불구하고 아카키 아카키예비치는 그의 일을 사랑했으며, 자신의 삶에 어느 정도 만족하며 살아간다.
하지만 어느 날 그의 외투가 망가지자 그는 재봉사인 페트로비치를 찾아간다. 아카키 아카키예비치는 페트로비치에게 자신의 외투를 수선해주길 부탁하지만 페트로비치는 단호히 거절하고 그에게 새 외투를 장만하기를 권유한다. 하지만 가격이 너무 비쌌다. 이로 인해 차를 마시지도 않고 밤에 촛불을 켜지도 않으며 넉 달의 봉급을 한 푼도 안 쓰고 80루블을 모아 마침내 새 외투를 구매했고, 그의 직장 동료는 이를 축하해준다. 그러나 새 외투 장만을 축하해준 관청 부과장의 명명일 기념 저녁 식사 초대에 갔다 오는 길에 강도를 만나 외투를 빼앗기고 말았다.
외투를 찾기 위해 아카키 아카키예비치는 경찰서를 찾아가지만 경찰서의 관리들은 그에게 도움을 주지 못하고, '중요한 인물'을 찾아가라는 조언을 한다. 아카키 아카키예비치는 중요한 인물을 찾아 갔으나, 그는 비서를 거치지 않고 자신에게 곧바로 요구한 것을 이유로 그에게 언성을 높이며 면박을 주었으며, 아카키 아카키예비치는 절망에 빠져 거리로 나선다. 충격을 받은 아카키 아카키예비치는 입을 벌린 채 눈보라 속을 걸었고, 이는 후두염을 유발하게 되었으며, 결국 그는 마땅한 치료도 받지 못하고 중요한 인물을 저주하며 숨을 거두게 되었다. 그가 근무한 관청은 나흘 뒤에서야 그의 죽음을 알게 된다.
그 후 페테르부르크의 칼린킨 다리에는 아카키 아카키예비치의 유령이 출몰해 행인들의 외투를 훔쳐간다는 괴소문이 떠돌았다. 외투를 찾기 위해 방문한 생전의 아카키 아카키예비치에게 호통을 쳤던 중요한 인물 또한 그 유령을 목도했으며, 유령은 그를 원망하며 외투를 빼앗아갔다. 이후 아카키의 유령은 자취를 감추게 되었으며 중요한 인물은 자신의 권위적인 성격을 누그러뜨리게 되었다. 이후 아카키 아카키예비치의 유령보다 키가 크고 콧수염이 난 유령이 대신 나타나기 시작했다.

## 등장 인물
- 아카키 아카키예비치(Акакий Акакиевич)

본명은 아카키 아카키예비치 바시마치킨(Акакий Акакиевич Башмачкин)으로, 상트페테르부르크의 한 관청에서 서류를 베껴 쓰는 정서 일을 하는 9등관으로, 새로운 외투를 구매하기 위해 노력한다.
- 페트로비치(Петрович)

본명은 그리고리 페트로비치(Григорий Петрович)로, 농노 출신의 재봉사이다. 외투를 수선해줄 것을 요청하는 아카키 아카키예비치의 요청을 만류하며 새 외투를 장만할 것을 제안한다.
- 중요한 인물(Значительное лицо 즈나치텔노예 리초[*])

아카키 아카키예비치가 경찰의 조언에 따라 찾아간 고위 관료로 그의 본명은 나오지 않는다. 그에게 도움을 주지 않고 비서를 거쳐 자신에게 요구 사항을 전달하지 않았다는 이유로 그를 호되게 질책하나, 이후 죄책감을 느낀다.

## 비평

### 작은 인간
작은 인간은 능력도 없고 사회성도 결여되어 사회의 멸시와 소외를 겪는 인물을 말한다. 아카키 아카키예비치가 전형적인 작은 인간이다. 고골은 아카키예비치를 억압하는 관료 사회 구성원들의 부조리함을 비판하는 한편 그 자체는 보잘것이 없는 작은 인간 또한 비판적인 시각으로 바라보았다.

### 아카키 아카키예비치의 죽음은 개인적 죽음인가, 사회적 죽음인가
아카키 아카키예비치의 죽음은 관점에 따라 개인적 죽음이 될 수도, 사회적 죽음이 될 수도 있다. 열병에 걸려 죽은 것 자체로 봐서 이것은 개인적 죽음이라 할 수 있으나, 아카키예비치의 삶을 궁핍하게 만들었던 당시의 시대상과 아카키예비치를 차가운 시선으로 보았던 동료들, 그리고 그를 못마땅하게 여긴 고위 관리들을 모두 결부시켜 생각하면 이것은 엄연한 사회적 죽음이 될 수도 있는 것이다. 동료들의 위선적인 칭찬에도 순진하게 기뻐했던 아카키예비치는 열병에 걸리는 날까지도 순진하게 살아왔다. 그의 죽음은 당시의 러시아의 궁핍하고 가난한 서민들의 삶을 보여줄 뿐더러 물질 만능주의로 가득차서 범죄도 정당화될 수 있는 부조리한 현실을 비판한다.

## 참고 문헌
- 니콜라이 고골 (2002년 9월 30일). 《페테르부르크 이야기》. 민음사 세계문학전집. 번역 조주관. 민음사. ISBN 9788937460685.
- 홍대화 (2015). “고골의 ｢외투｣에 나타난 기호의 세계: 어긋난 기호들의 결합, 부유하는 기표들”. 《슬라브硏究》 (한국외국어대학교 러시아연구소) 31 (2): 51-76.